# 阎贵妃 (明世宗)
榮安惠順端僖皇貴妃（1516年—1540年），閻氏，山西沁州人。錦衣衛帶俸指揮使閻紀之女，錦衣衛帶俸指揮使閻鴻之妹。明朝明世宗朱厚熜之皇貴妃，皇長子哀沖太子朱載基之生母。

## 生平
正德十一年七月二十一日 (1516年8月18日) 寅時出生，母親為賈氏。嘉靖九年十一月初九日 （1530年11月28日)，閻氏以選美入宮。嘉靖十年二月二十五日（1531年3月13日），嘉靖帝諭大學士張璁曰：「朕奉章聖慈仁皇太后慈訓，於選中淑女三十人內慎選九人，以充九嬪」。三月初二日，冊封淑女方氏、鄭氏、王氏、閻氏、韋氏、沈氏、盧氏、沈氏與杜氏為九嬪。《明世宗肅皇帝實錄》並未提及這九位嬪各自的封號，但是綜合《皇明典禮志》、《大明會典》、《禮部志稿》及《明會要》等史料的記載，可知淑女方氏冊封為德嬪，鄭氏為賢嬪，王氏為莊嬪，閻氏為麗嬪，韋氏為惠嬪，沈氏為安嬪，盧氏為和嬪，沈氏為僖嬪，杜氏為康嬪。
嘉靖十二年八月十九日（1533年9月7日），閻麗嬪生皇長子朱載基。同年十月初十日，皇長子朱載基夭折，追封為哀冲太子。嘉靖十三年正月初六日（1534年1月19日），嘉靖帝將皇后張氏廢黜。聖節使金光轍曾向中宗提到他在路途中遇到監生張雲霓和魏朝聘，張、魏二人聲稱他們從平日交好的宦官那裡打聽到一些宮禁之事，例如哀冲太子出生時，張皇后曾面露不悅之色。後來，哀沖太子夭折，有人讒言說張皇后詛咒太子，導致太子死亡。嘉靖帝因此大怒，把張皇后廢黜並幽禁在冷宮。然而，張皇后性格溫柔和順，即使被廢黜在冷宮，聽聞嘉靖帝生病時，她決定斷絕飲食，日夜向天祈禱，願以自身代嘉靖帝受病。嘉靖帝聽聞此事之後，後悔之前的決定，想要恢復她的皇后之位，但時機已不允許。以上說法的真實性尚待考證。
嘉靖十三年正月十五日（1534年1月28日)，冊立德嬪方氏為皇后，同時進封僖嬪沈氏為宸妃、麗嬪閻氏為麗妃，嘉靖帝在諭旨中提到閻氏因「曾協熊夢」（生育皇子）而被進封為麗妃。嘉靖十五年九月初九日 (1536年9月23日) ，進封宸妃沈氏、麗妃閻氏為貴妃，端嬪曹氏為端妃，安嬪沈氏為安妃，康嬪杜氏為康妃，並冊封錦衣衛正千戶盧惠之女盧氏為靖嬪、江洋之女江氏為恭嬪、任惠之女任氏為順嬪、趙汝誠之女趙氏為榮嬪。
嘉靖十九年正月初二日（1540年2月9日），閻貴妃去世，「上痛悼」，下詔追封她為皇貴妃，賜謚曰榮安惠順端僖皇貴妃，暫厝於孝潔皇后陵旁，並輟朝五日。正月初六日，嘉靖帝傷嘆閻貴妃之薨，下詔表示本月十日告廟冊封「諸妃嬪曾出皇子及皇女者」，進封貴妃王氏、貴妃沈氏為皇貴妃，榮嬪趙氏為懿妃，恭嬪江氏為肅妃，雍嬪陳氏為雍妃，徽嬪王氏為徽妃，並且冊封王氏為宸妃、余氏為榮嬪、徐氏為昭嬪、王氏為寧嬪。同年九月二十六日，「貴妃周氏」葬於孝潔皇后陵之旁，此處的「貴妃周氏」應為貴妃閻氏之誤寫。
嘉靖四十五年之後，孝潔皇后享殿之內，正中安置孝潔皇后陳氏的神主，東邊第一室安置榮安惠順端僖皇貴妃閻氏及哀冲太子的神主，西邊第一室安置端和恭順溫僖皇貴妃王氏及莊敬太子的神主，東邊第二室安置恭淑安僖榮妃楊氏與懷榮賢妃鄭氏的神主，而西邊第二室則安置榮安貞妃馬氏的神主。

## 家族
榮安惠順端僖皇貴妃之父閻紀在嘉靖九年八月初七日，授為錦衣衛帶俸正千戶。嘉靖十三年十一月十九日，已故太監張永的家人郭祿，指使他的兒子郭麒上奏說：「上哀沖太子不永，由皇城龍脈為永墳所犯，當改正。」意思是指閻麗妃所出的哀沖太子早逝，是因為皇城龍脈被張永的墳墓所侵犯，應當改正。錦衣衛指揮閻紀將此事上報，嘉靖帝看了奏疏後非常不悅，將奏疏給內閣輔臣看，稱這份奏疏毫無道理，因為人的命運由天決定，後人的福分來自祖父的積德。嘉靖帝說自己不如他的祖父和父親那樣深仁厚澤，如果真如閻紀所說，凡事都可以這樣推論，會有這種道理嗎？因此，嘉靖帝下令將郭麒交給司法部門，從重審問處罰，而閻紀則被寬恕。嘉靖二十九年二月二十日，賜「故錦衣衛帶俸指揮使」閻紀祭塟。嘉靖三十四年十月二十六日，錦衣衛指揮使閻紀之子、皇貴妃之兄閻鴻請求承襲本衛指揮使之職，嘉靖帝允許此請求，並令其帶俸。

## 壙誌
夏言撰《桂洲先生文集》所收錄的榮安惠順端僖皇貴妃閻氏壙誌，節錄如下：
```
「妃姓閻氏，山西沁州人，父諱紀，錦衣衛指揮僉事，母賈氏。妃稟資柔嫕，賦性端淑，自㓜恪循內則。嘉靖九年十一月初九日，被選入內庭獲供奉皇上左右，小心敬愼，夙夜罔懈。十年三月初三日，册封爲麗嬪，十二年八月十九日，誕生皇第一子，上大恱，詔告天下，播聞四夷，甫兩閱月遽薨，上悼痛弗置，乃追封爲太子，謚哀冲。十三年正月十五日，進妃爲麗妃。十五年九月初九日，加封爲貴妃。十八年春，上南廵，妃時已抱疾，上於行在毎念之，妃亦遣使來上起居，及大駕還京，妃疾少間，復侍上詣山陵，上益喜慰。今年正月初二日未時，竟以疾薨。妃生正德十一年七月二十一日寅時，至是享年二十有五。上□悼有加，是月十三日，追封爲皇貴妃，謚曰榮安惠順端僖。惟妃毓秀德門，早膺國選，式被柔嘉之德，久端宮閫之儀，首誕元祥，克贊内治，聖朝眷注，卓越等夷。其薨也，上輟視朝五日，一應禮儀視皇祀事例加優隆焉。昭聖恭安康惠慈壽皇太后、中宮皇后皆遣祭，武廟皇妃、皇貴妃等妃、皇嬪、皇太子、裕王、景王、公主、涇簡王妃咸致祭焉。以某年某月某□，□厝于天壽山孝潔皇后陵側。夫生死有常，□□存乎數，惟德行聲芳，則歴世不朽，所謂不隨死而亡者。妃壽雖弗永，而賢著椒塗，譽流永巷，蒙眷聖主，生榮死哀，然則爲妃也者，其亦無媿於穹壤矣乎。」
```

由此可知，閻氏是山西沁州人，父親閻紀任錦衣衛指揮僉事，母親姓賈。閻氏生於正德十一年七月二十一日寅時，天性和善可親，品格端莊賢淑，自幼謹守婦德。嘉靖九年十一月初九日，被選入宮廷，侍奉皇帝左右，小心謹慎，日夜不懈。嘉靖十年三月初三日，冊封為麗嬪。嘉靖十二年八月十九日，生皇長子，嘉靖帝大喜，詔告天下。但皇子出生僅兩個月便夭折，嘉靖帝悲痛不已，追封皇子為太子，謚號「哀沖」。嘉靖十三年正月十五日，閻氏晉升為麗妃。嘉靖十五年九月初九日，加封為貴妃。嘉靖十八年春旬，嘉靖帝南巡，閻氏當時已抱病，未能隨行，嘉靖帝在外巡行時經常思念她，而閻氏也會派遣使者問候皇帝的起居。嘉靖帝回京之後，閻氏病情稍緩，便再次侍奉嘉靖帝前往天壽山謁陵，令嘉靖帝甚感欣慰。嘉靖十九年正月初二日末時，閻氏因病去世，享年二十五歲。嘉靖帝極為哀悼，同月十三日，追封閻氏為皇貴妃，賜謚號曰「榮安惠順端僖」。閻氏為有德之家出身，早年入選宮廷，秉持柔嘉之德，長守宮廷禮儀，又生下皇長子，克贊内治，深受聖朝眷顧。她去世後，嘉靖帝為她輟朝五日，並下旨其喪葬禮儀按皇祀事例加隆重處理，暫厝於天壽山孝潔皇后陵之旁。